# Gao Tingyu
Gao Tingyu (高亭宇S, Gāo TíngyǔP; 15 dicembre 1997) è un pattinatore di velocità su ghiaccio cinese.

## Biografia
Ai Giochi asiatici di Sapporo 2017 ha vinto si è laureato campione continentale nei 500 metri.
Ha rappresentato la Cina ai Giochi olimpici invernali di Pyeongchang 2018, vincendo la medaglia di bronzo nei 500 m
All'Olimpiade di Pechino 2022 è stato alfiere alla cerimonia d'apertura assieme alla skeletonista Zhao Dan. Nei 500 m ha vinto la medaglia d'oro, realizzando il record olimpico sulla distanza grazie al tempo di 34"32, precedendo sul podio il sudcoreano Cha Min-kyu e il giapponese Wataru Morishige.

## Palmarès

### Olimpiadi
- 2 medaglie:
  - 1 oro (Pechino 2022 nei 500 metri).
  - 1 bronzo (Pyeongchang 2018 nei 500 metri).

### Mondiali distanza singola
- 1 medaglia:
  - 1 argento (sprint a squadre a Salt Lake City 2020).

### Giochi asiatici
- 1 medaglia:
  - 1 oro (nei 500 metri a Sapporo 2017).